# Каменна-Гура (город)
Каменна-Гура (пол. Kamienna Góra — Каменная Гора, нем. Landeshut) — город в Польше, входит в Нижнесилезское воеводство, Каменногурский повят. Занимает площадь 17,97 км². Население — 21 675 человек (на 2004 год).

## История
Город возник из поселка, который построил князь Генрих I Бородатый. Городской статус — с 1292 года, по приказу князя Болеслава II Лысого (Рогатки). Во время войны шестой коалиции в 1813 году был здесь гостем в замке император Александр I. В 1869 году была построена железнодорожная станция. В 1883 году в городе было проведено электрическое освещение.

## Города-побратимы
- Вьерзон, Франция (1991)[2]
- Икаст, Дания (1991)
- Трутнов, Чехия (1997)[3]
- Вольфенбюттель, Германия (2001)
- Биттерфельд-Вольфен, Германия (2006)
- Двур-Кралове-над-Лабем, Чехия (2016)
- Щирец, Украина (2017)

## Фотографии

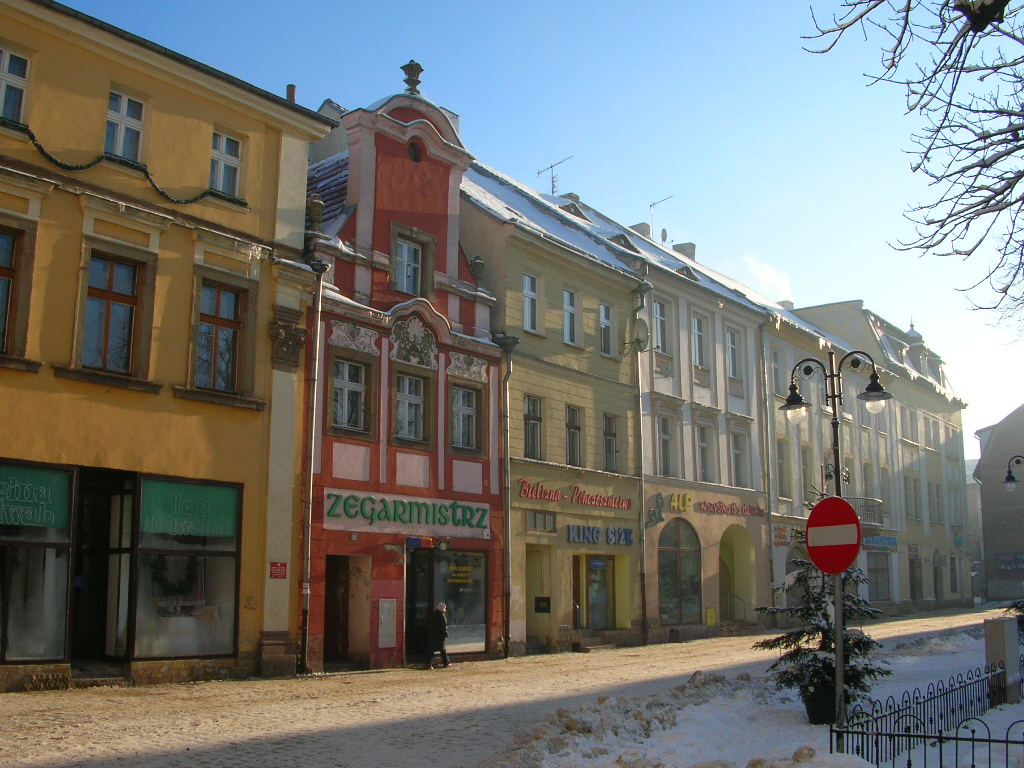
Рыночная площадь
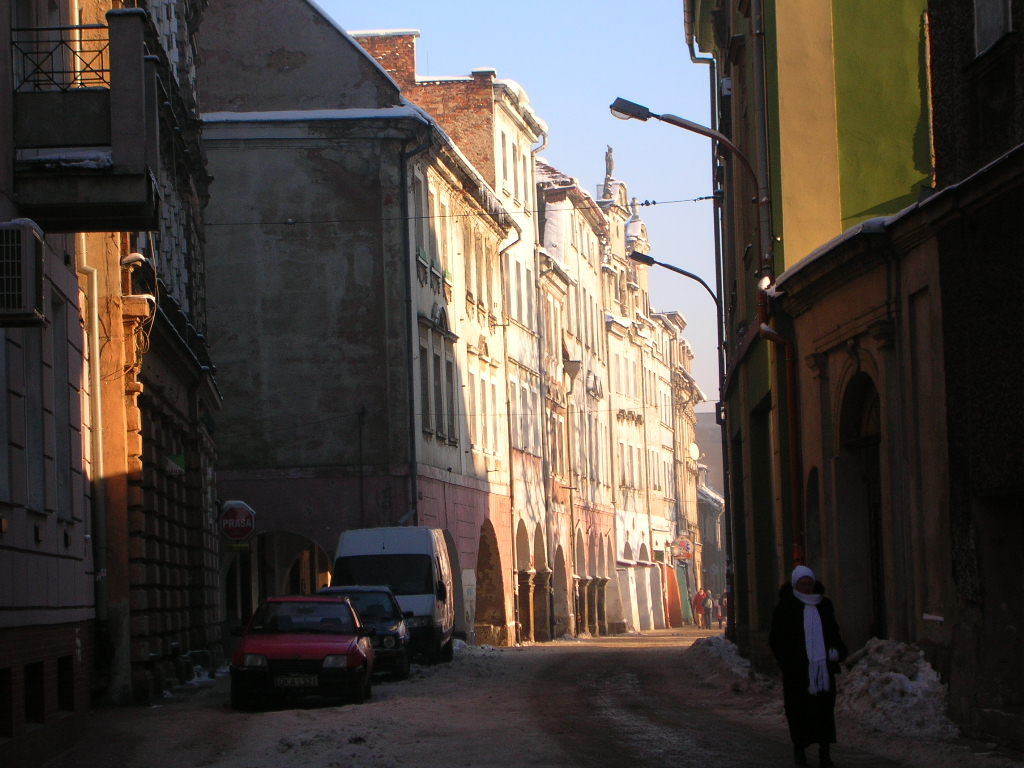
Старый город
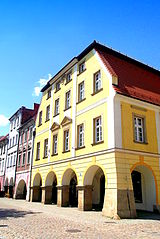
Музей
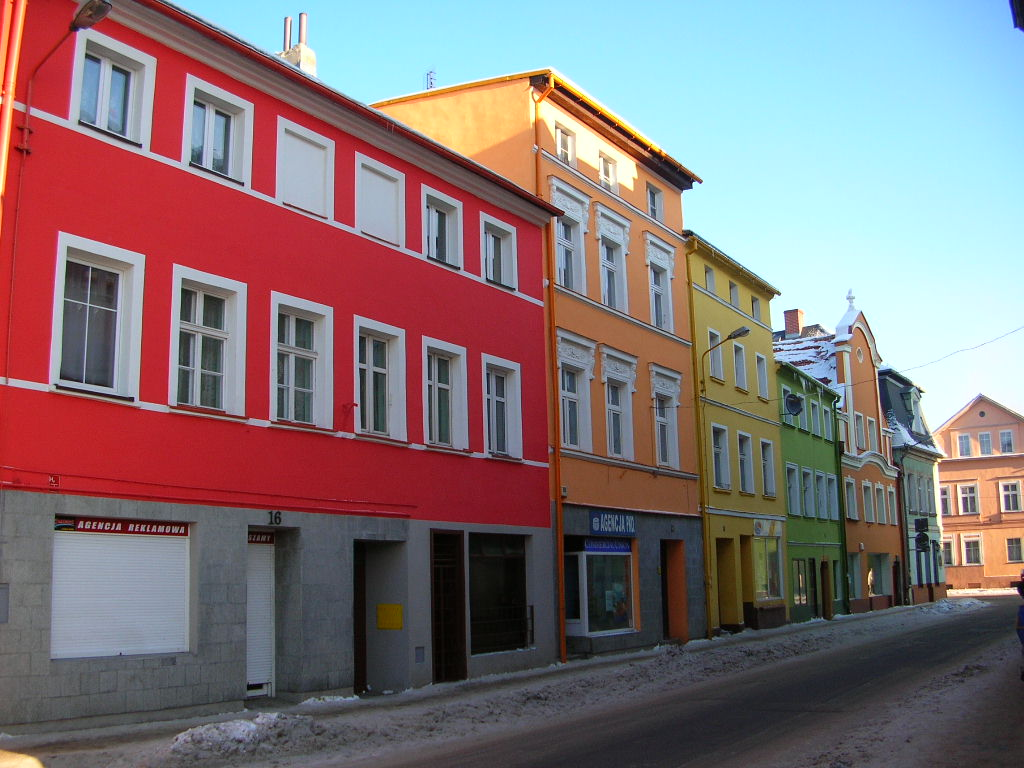
Улица в центре
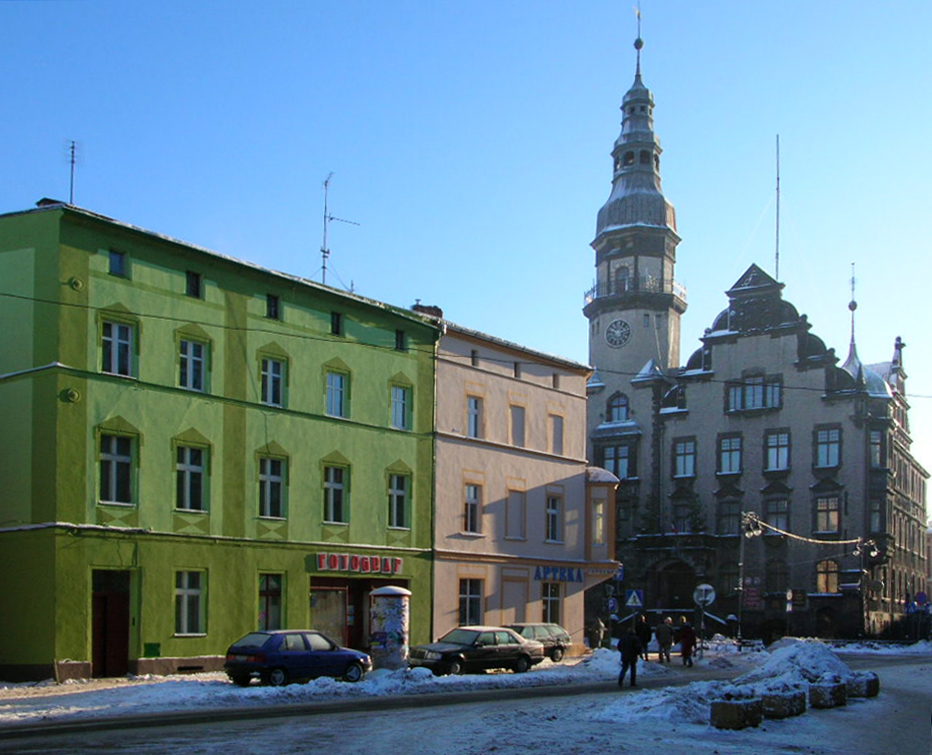
Ратуша
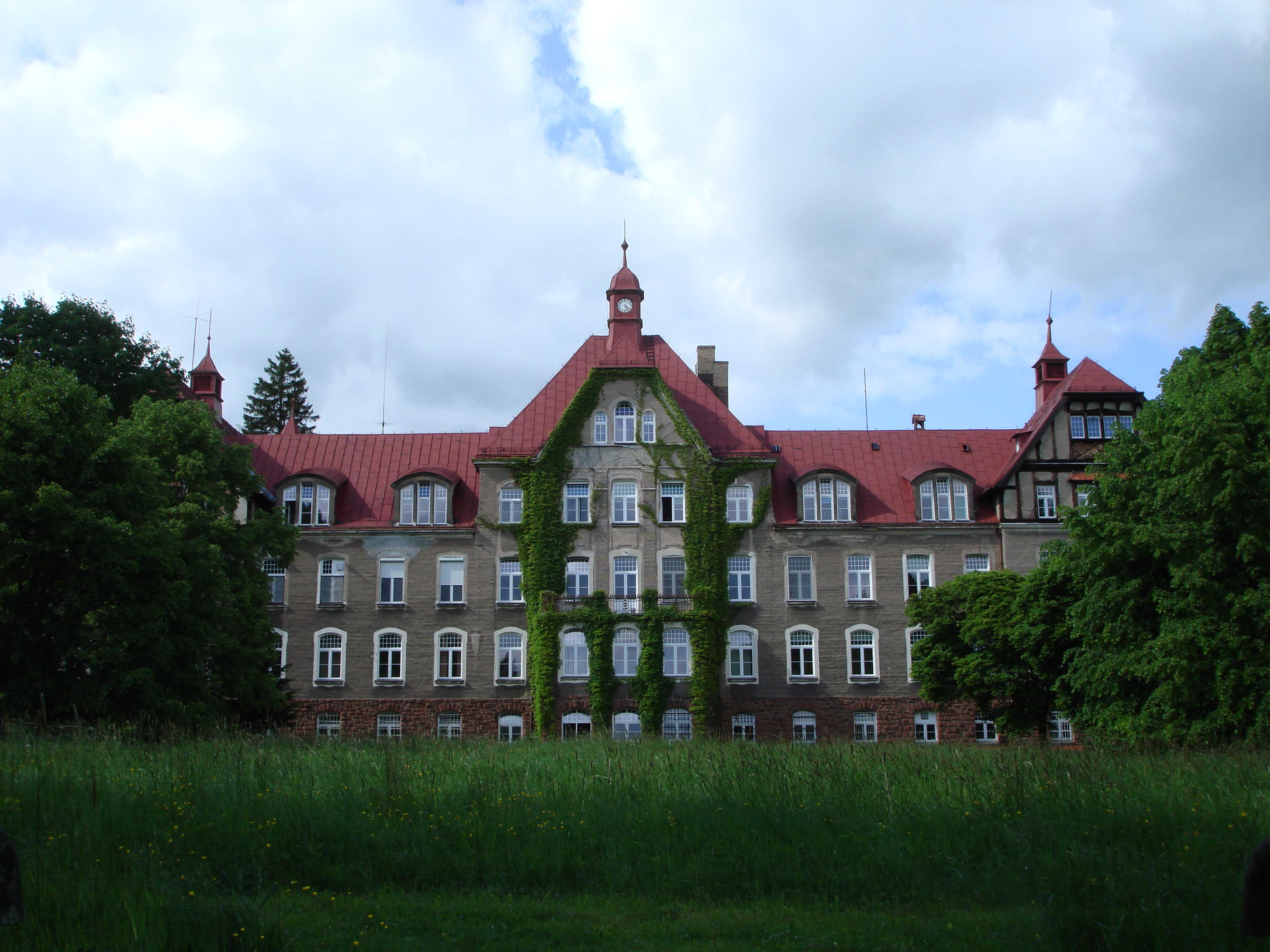
Реабилитационная больница
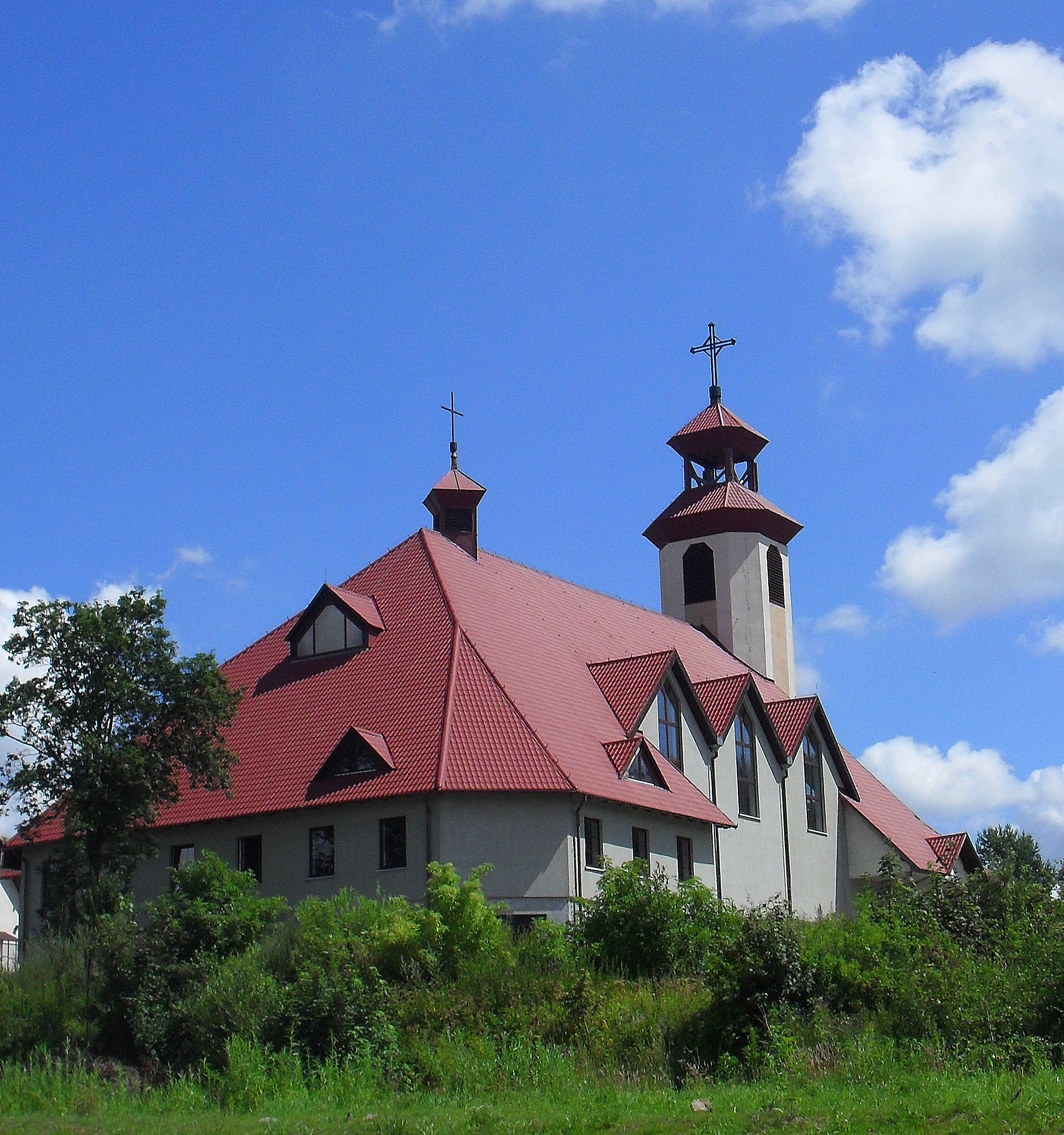
Церковь Святейшего Сердца Иисуса
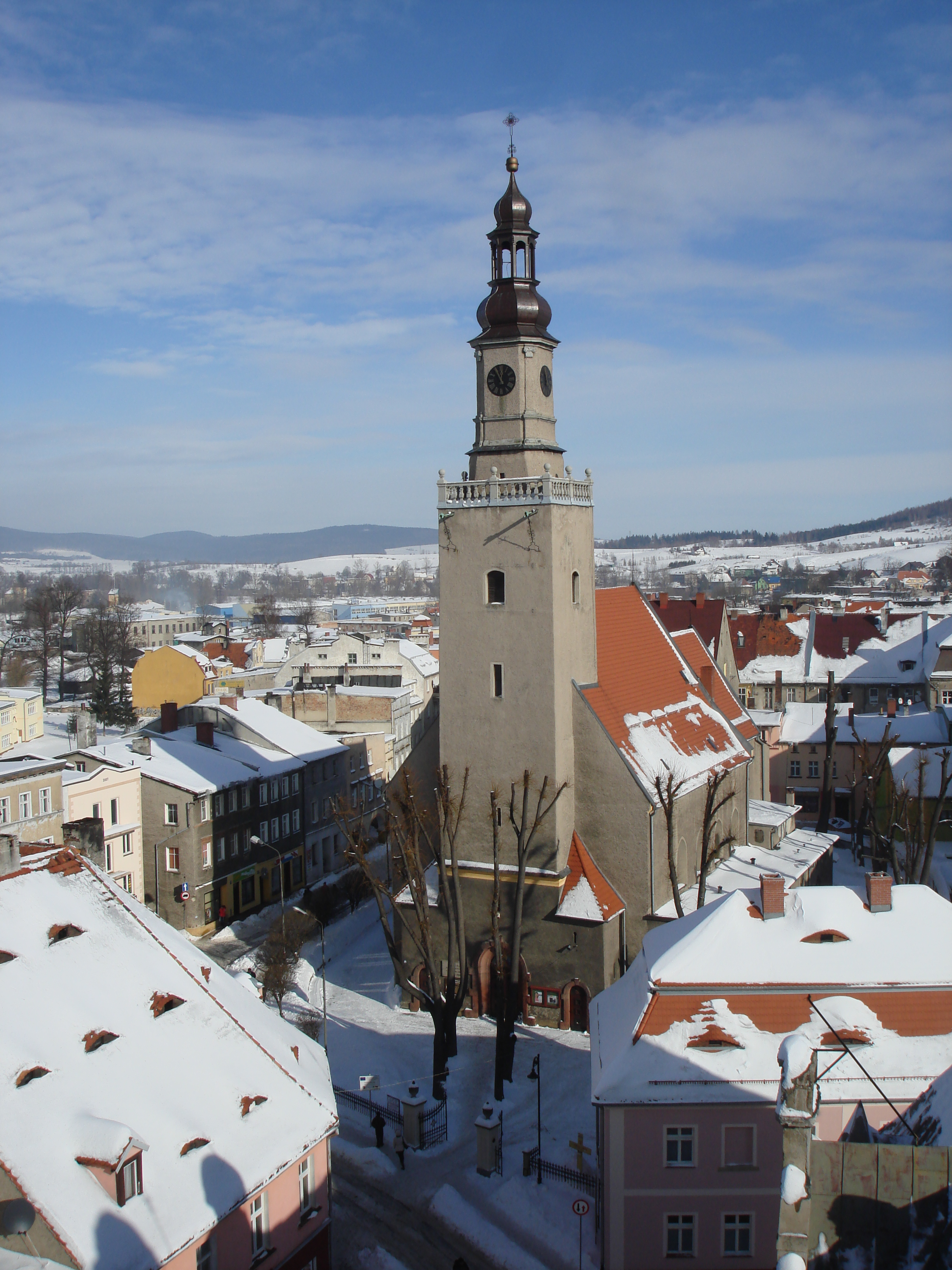
Церковь святых Петра и Павла
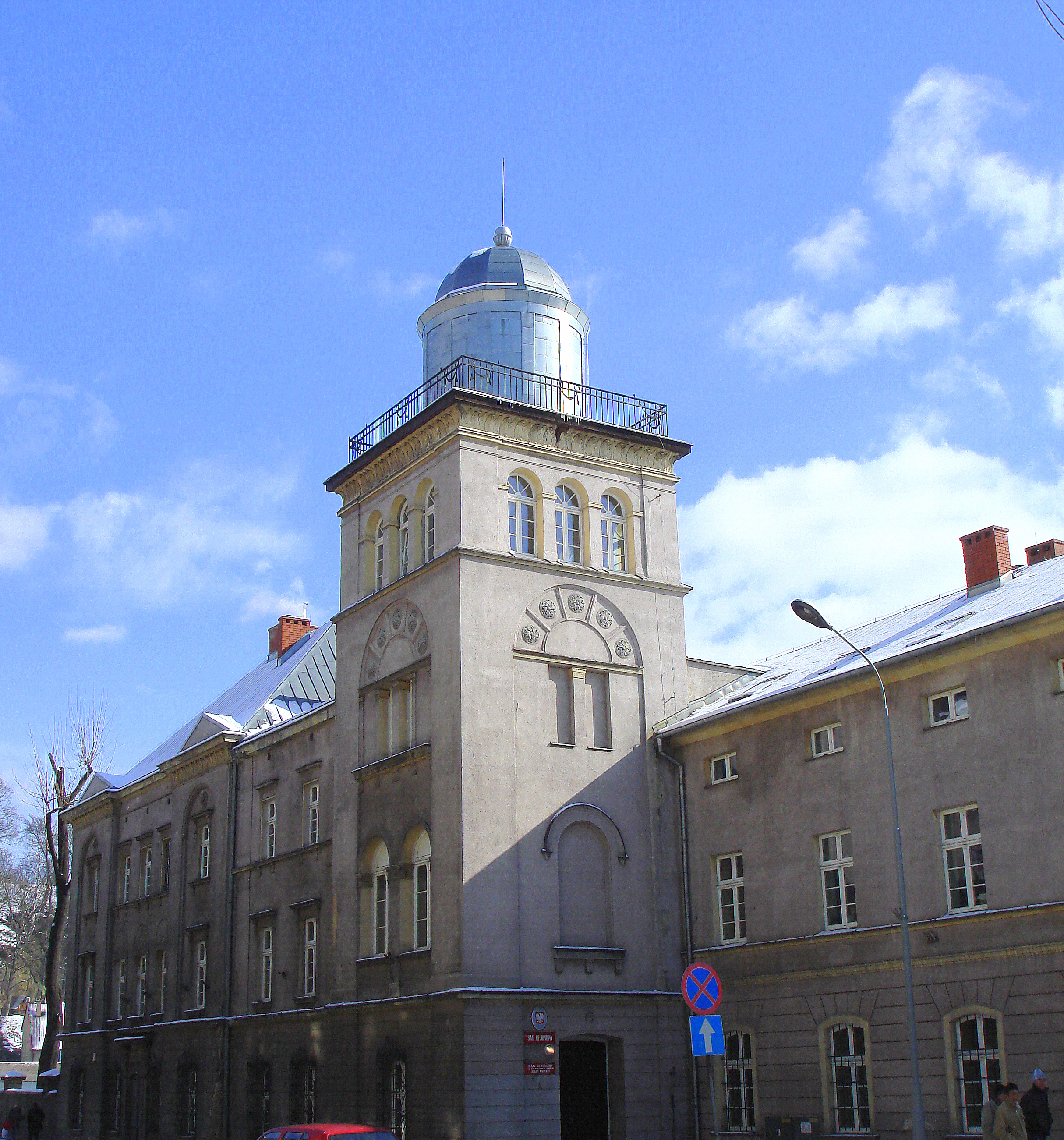
Суд
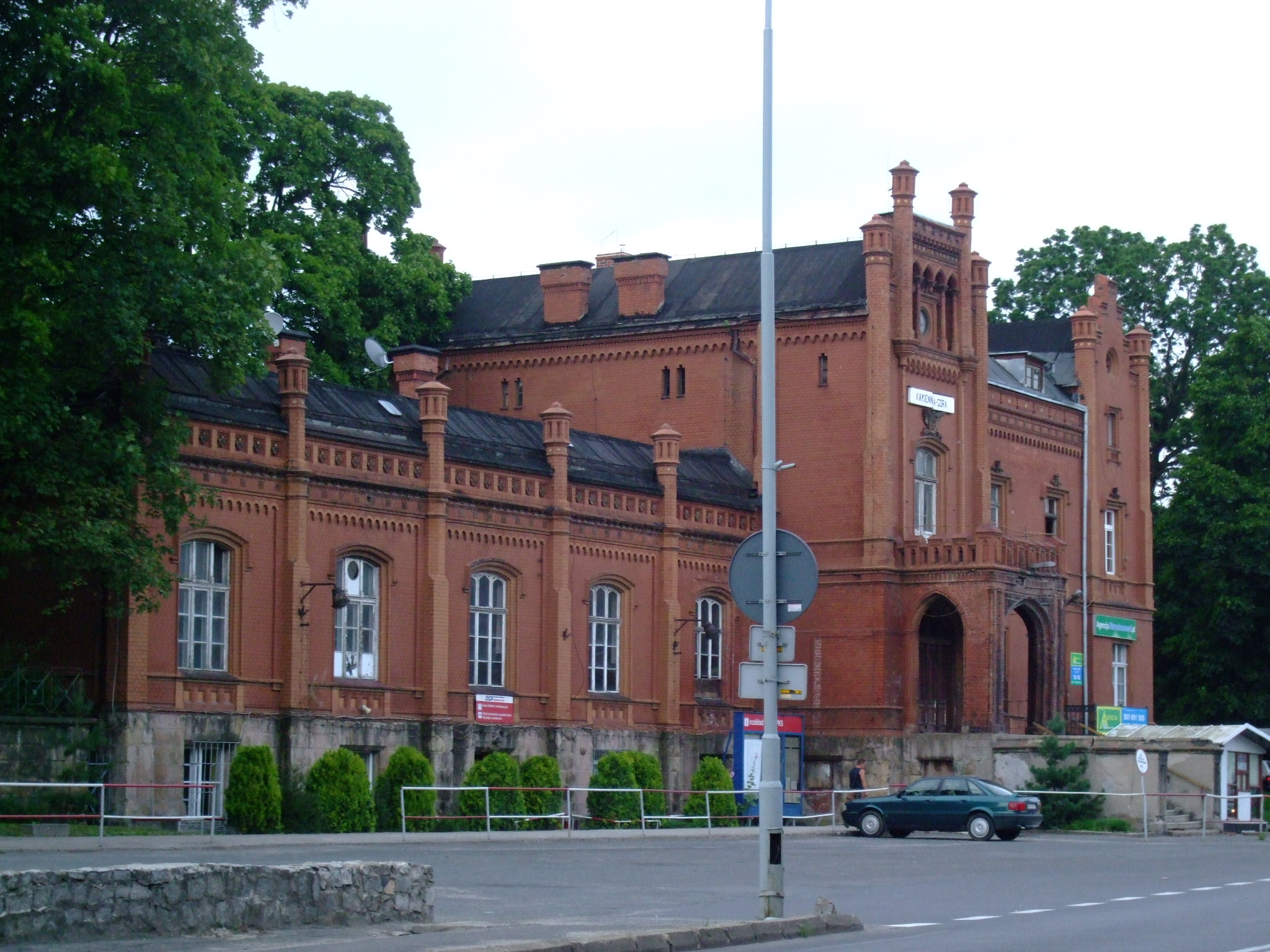
Вокзал
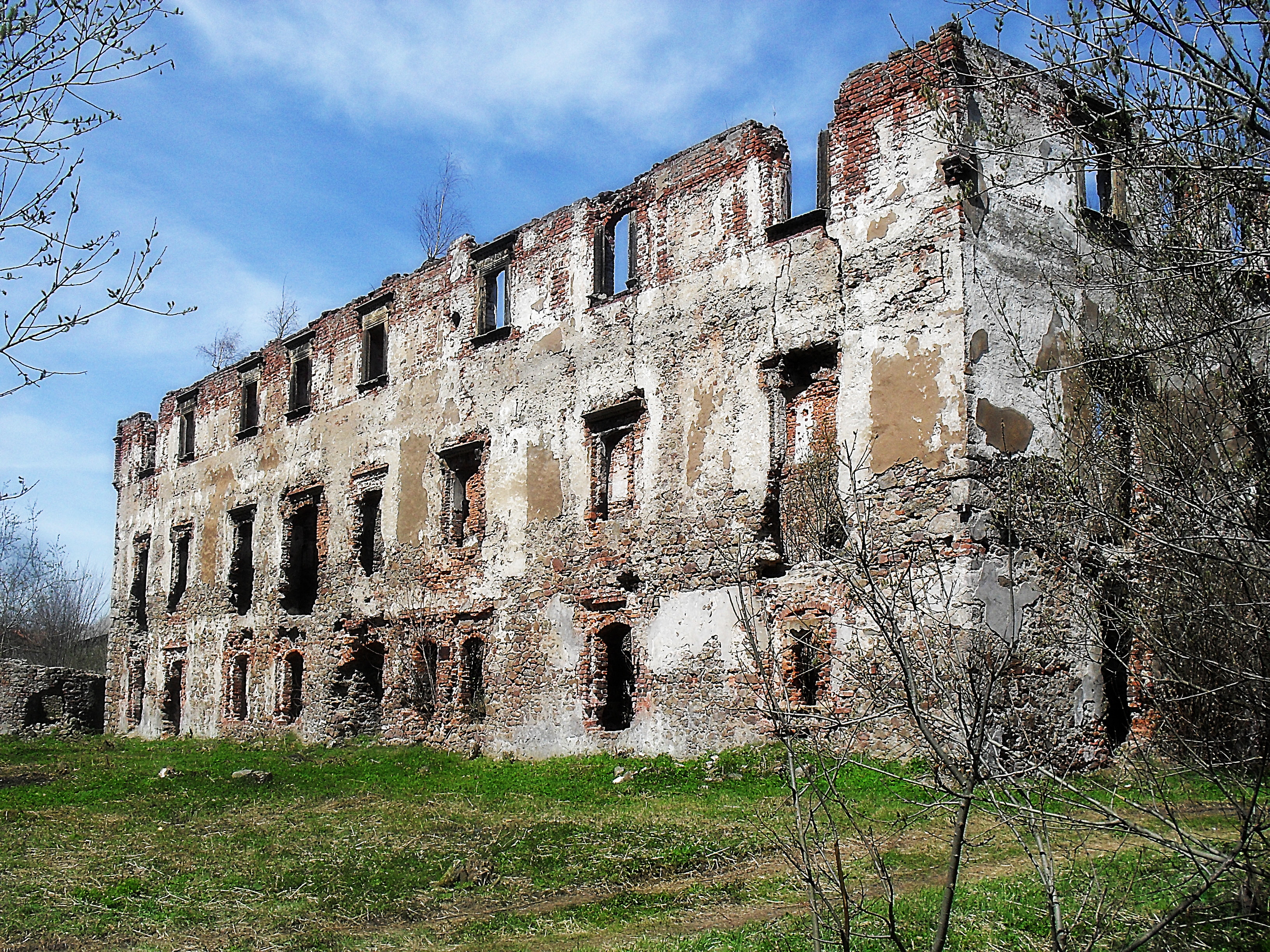
Замок, pуины
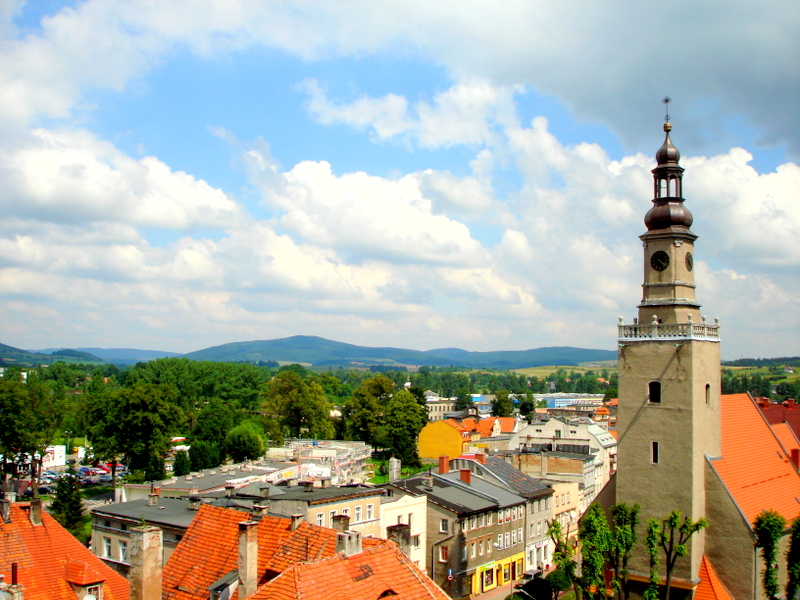
Вид на местность